# TNFRSF10D
TNFRSF10D (англ. tumor necrosis factor receptor superfamily, member 10D) — мембранный белок, рецептор из надсемейства рецепторов факторов некроза опухоли. Продукт гена человека TNFRSF10D.

## Функции
TNFRSF10D входит в многочисленное надсемейство рецепторов факторов некроза опухоли (TNFR). Является рецептором для лиганда цитотоксичности TRAIL. Содержит укороченный домен смерти, поэтому не способен инициировать апоптоз, опосредованный TRAIL, а, наоборот, защищает клетку от TRAIL-индуцированного апоптоза.

## Структура
Белок состоит из 386 аминокислоты, молекулярная масса — 41,8 кДа. После созревания и отщепления сигнального пептида остаётся 331 аминокислота. N-концевой внеклеточный домен содержит 3 повтора TNFR-Cys. Кроме этого, домен содержит до 2 участков N-гликозилирования.

## Тканевая специфичность
Широко представлен во многих тканях. Особенно высокая экспрессия найдена в фетальных почках, лёгких и печени. Также экспрессируется в лейкоцитах периферической крови, толстом и тонком кишечнике, яичниках, предстательной железе, вилочковой железе, поджелудочной железе, почках, лёгких, плаценте и сердце.